# 普北班
普北班是“普林斯顿大学北京暑期中文培训班”的简称，英文简称PIB(Princeton in Beijing)。于1993年，由普林斯顿大学东亚系的周质平教授和林培瑞教授在北京师范大学创立，历时20余年，现已成为在中国成立时间最长、培训学生最多、影响力最大的北美在华对外汉语教学项目，迄今已培训超过1000名中文教师，3000多名中文学生。
普北班所建立的运作模式和教学模式影响深远，后来哈佛大学、哥伦比亚大学、杜克大学等众多北美名校在华纷纷建立中文暑期培训项目。